# O Federalista

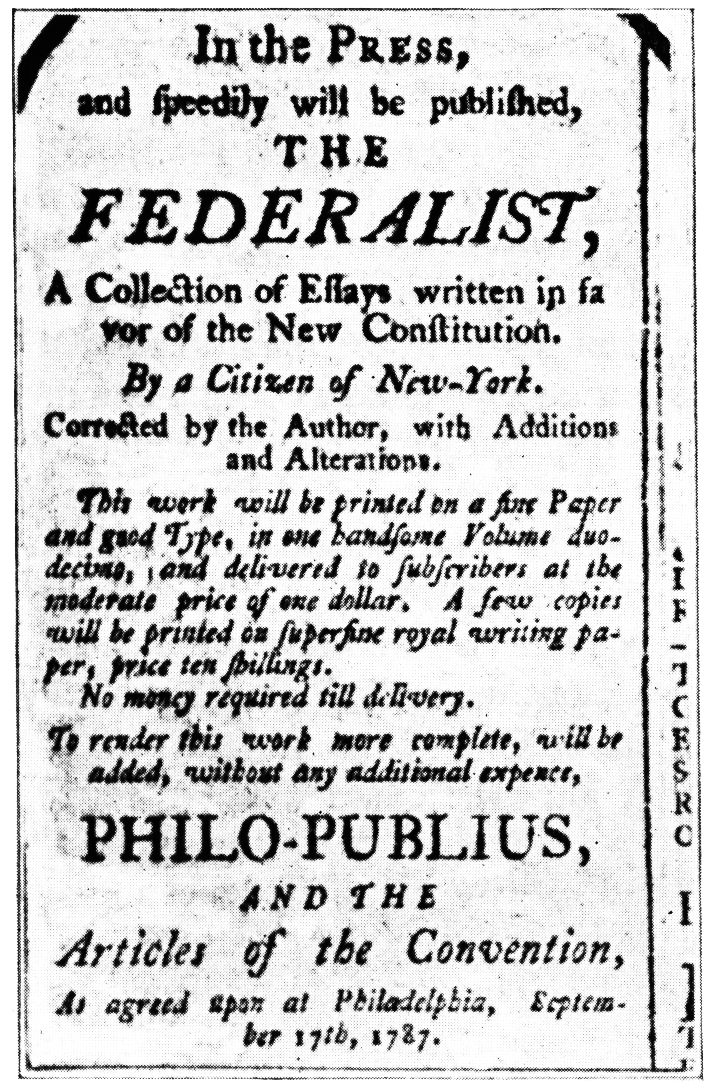
O federalista

Os Papéis Federalistas (Federalist Papers) são uma série de 85 artigos que argumentam para ratificar a Constituição dos Estados Unidos. É o resultado de reuniões que ocorreram na Filadélfia em 1787, para elaborar a Constituição Americana, e renderam vários artigos publicados em Nova York com o intuito de ratificar a Constituição Americana. Os artigos foram reunidos no livro "O Federalista".
Promulgada a Constituição, os autores dos artigos continuaram dedicados à política: James Madison foi um dos fundadores do então chamado Partido Republicano (não confundir com o atual Partido Republicano, fundado em 1852), junto com Thomas Jefferson (eleito presidente dos EUA em 1808); Alexander Hamilton foi o primeiro secretário do Tesouro dos Estados Unidos; John Jay foi conselheiro de George Washington, presidente dos EUA, em 1789, e também presidiu a Corte Suprema.

## Conceitos importantes
Para a melhor compreensão da obra, é recomendável a análise prévia dos seguintes conceitos:
- Confederação

- Federação

- República

## Contexto histórico
Por volta do século XVIII, ocorreu nos Estados Unidos a Guerra pela Independência (1775-1783), originada de um descontentamento das Treze Colônias com o governo inglês, bem como causa da Revolução Industrial (na qual se destaca maior abrangência mercantil) e a Guerra dos Sete Anos entre as potências França e Inglaterra. Para reparar os gastos, a Inglaterra promoveu o arrocho do Pacto Colonial, causando tensões sociais entre a colônia e a metrópole. Com o objetivo de resolvê-las, iniciam-se os congressos em 1774, em Filadélfia.
Em 1787, ocorre uma nova reunião em Filadélfia, conhecida como Convenção Federal, com o objetivo de rever os artigos da Confederação, por meio de que os federalistas Madison, Hamilton e Jay tinham intenção de criar um novo governo.
Dentro desse cenário, O Federalista nasce em 1788, a partir de ensaios publicados na imprensa de Nova York com o objetivo de contribuir para a ratificação da Constituição pelos Estados, tendo como precursor Alexander Hamilton, James Madison e John Jay, os quais dariam origem à nova forma de governo, ainda não conhecida: o Federalismo, nascendo como um pacto político entre os Estados.

## Resenha do texto

### Principais aspectos
Esta apresentação segue os textos de John Jay, Alexander Hamilton e James Madison com os mesmos critérios utilizados por Fernando Papaterra Limongi na apresentação do texto no livro “Os Clássicos da Política”, organizado por Francisco Weffort. O cientista político Limongi considera que há, nos Artigos federalistas, três principais aspectos, que dão o ar de novidade ao texto proveniente da tentativa do convencimento do povo de Nova York a aceitar a nova constituição americana, proveniente da Convenção da Filadélfia de 1786. Esses três principais aspectos são: a) a criação do federalismo em contraposição ao confederalismo; b) questionamentos sobre a natureza humana, a separação dos poderes e a constituição mista do governo; e, c) a república, como forma de governo, e as facções.

### Estrutura do texto
Os Artigos Federalistas é uma coletânea de artigos, publicados primeiramente no “Independent Journal”, de Nova York, e posteriormente em vários jornais dos Estados Unidos, que, alguns anos depois da confirmação pelos estados confederados (agora federados), foram publicados e republicados diversas vezes em forma de livro. São no total 85 artigos.
O principal articulista (tanto no sentido de escritor como no de articulador) é Alexander Hamilton, que escreve mais da metade dos artigos (51 deles). A contribuição mais importante dos textos vem de James Madison, que assina pouco mais de 20 artigos, entre eles os famosos artigos 10, sobre a necessidade de um governo central forte, e 51, sobre freios e contrapesos na separação de poderes. O último federalista, John Jay, escreve apenas 5 artigos, versando principalmente do posicionamento frente às relações internacionais que a federação porventura teria que adotar.
Pode ser feita uma divisão mais abrangente dos temas tratados nos Artigos Federalistas. Essa divisão, por assunto, é feita de seguinte forma: [artigos de-até] 1-37 problemas e inadequações das confederações, em particular e em geral; 38-51 princípios gerais da Constituição; 52-61 Câmera dos Representantes; 62-65 Senado; 66-77 Presidência; e, 78-83 Judiciário. Os dois últimos artigos servem como um apanhado final do texto, uma conclusão.

### Assuntos tratados no texto
Conforme os próprios autores do texto, os assuntos que tratarão são:
"Proponho-me discutir, numa série de artigos, os interessantes tópicos que se seguem (MADISON, HAMILTON, JAY; p. 96): A utilidade da União para vossa prosperidade política; A insuficiência da atual Confederação para preservar essa União; A necessidade, para a consecução dessa meta, de um governo pelo menos tão vigoroso quanto o proposto; A conformidade da Constituição proposta com os verdadeiros princípios do governo republicano; Sua analogia com vossa Constituição estadual; A segurança adicional que sua adoção proporcionará à preservação dessa espécie de governo, à liberdade e à propriedade".
Vê-se, então, um retorno ao início deste texto, quando nos referimos aos aspectos centrais de Os Artigos Federalistas. Traduzidos nessa verdadeira "carta de intenções" dos autores estão os três pontos principais anteriormente destacados: federalismo, separação de poderes e república.
A escolha das palavras
Grande parte da novidade que se encontra nos textos dos Artigos Federalistas se dá pela ressignificação de alguns conceitos que anteriormente já havia aparecido em outros autores. Os mais importantes são o conceito de Constituição, o de República e o de Federação.
São nos Artigos que, pela primeira vez, há a formulação de uma teoria que se baseia no conceito moderno de Constituição, como documento formal que explicita tanto o passado de uma nação quanto direciona o seu futuro com base em seus valores maiores. Abandona-se, a partir de então, a visão Antiga de Constituição, uma visão que consiste apenas em descrever o modo de ser de um povo. Não faria sentido, tendo o conceito Antigo de Constituição, falar em aprovação de uma. A Constituição como um consenso de valores é uma invenção revolucionária norte-americana, tendo sua primeira teoria explícita n’Os Artigos Federalistas.

Já na reformulação do conceito de República o que ocorre é uma explícita contraposição do conceito norte-americano agora tecido com o conceito que fora tomado durante toda a teoria política moderna até então. A República até então tinha como modelos as repúblicas italianas da época de Maquiavel, pequenas cidades-Estado com governo e soberania próprios. Essa é a visão também de Montesquieu, autor lido pelos autores dos Artigos e, por várias vezes, contrariado para que sua teoria se encaixe na realidade americana. O conceito de República dos norte-americanos é, em suas próprias palavras:
| “ | Os dois grandes pontos de diferença entre uma democracia e uma república são: primeiro, a delegação do governo, nesta última, a um pequeno número de cidadãos eleitos pelos demais; segundo, o maior número de cidadãos e a maior extensão do país que a última pode abranger. | ” |
|   | — MADISON, art. 10. |   |

Vê-se assim que os federalistas alteraram de forma substancial o que antes se entendia por República. Romperam a barreira do espaço territorial, que anteriormente era vedada a cidades-Estado e a estendeu por grandes países. Criaram também uma maior restrição da forma de governo. Se anteriormente era possível ver pequenos “principados” serem chamados de repúblicas por haver um ou outro aspecto de representação do povo, os norte-americanos deixam bem claro que apenas é república aquele Estado no qual há um pequeno número de cidadãos eleitos para representar um grande número de cidadãos, formalizando aí o governo representativo.
Clara fica, então, a ruptura com os termos propostos por Montesquieu (MADISON, HAMILTON, JAY; p. 130), por sua inadequabilidade em grandes territórios e populações.
A última mudança de significado substancial realizada no texto é a do termo Federação. Antes da publicação dos Artigos, federação era apenas um dos sinônimos possíveis para Confederação, forma de governo adotado pelos Estados desde a independência até a aceitação da nova Constituição de 1786. Esta forma de governo constituía numa forma de governo muito próxima daquela proposta por Rousseau, com Estados de extensão não muito grande e Assembleia legislativas soberanas. Havia uma assembleia da confederação, mas esta não tinha poder algum, assemelhando-se muito ao modo de poder que a Assembleia Geral da ONU tem nos dias de hoje, já que não tem poder direto nem sobre os Estados (só pode sugerir) nem sobre os cidadãos (não há esse contato direto).
Hamilton, muito espertamente, utiliza o termo Federação para nomear a forma de governo que propõe nos Artigos. Digo isso seguindo Isaac Kramnick, em sua apresentação d’Os Artigos Federalistas. Este cientista político estadunidense afirma que o uso do termo Federação causou menos estranhamento do que a cunhagem de um termo totalmente estranho. Ou seja, colocou num termo conhecido e positivamente avaliado um termo novo, que ele desejava que fosse bem visto.
Assim, Federação passa a significar o Estado que, apesar de divido em Estados praticamente soberanos, tem um governo central forte. Mantém-se a soberania dos Estados federados em uma ampla variedade de assuntos, como legislação civil e penal em geral, mas fica a cargo da União (o governo centra único e forte) temas como tributação e tratados de paz e relações internacionais (o que Locke chama de “poder federativo”). A federação pode, assim, a ser considerada como o maior dos freios e contrapesos adotados pelos norte-americanos, criando formas de frear a tirania de Assembleias dos Estados e de ter contato direto com os cidadãos.

### Freios e Contrapesos
Outra grande inovação proveniente dessa justificação da Constituição americana que vigora até hoje, nas palavras de Thomas Jefferson, “O melhor comentário jamais escrito sobre princípios de governo”, é o inédito sistema de freios e contrapesos (do inglês "checks and balances"). Para melhor entendê-lo, vamos a uma citação mais do que clássica de Madison no mais famoso dos artigos, o 51:
| “ | Mas o que é o próprio governo, senão a maior das críticas à natureza humana? Se os homens fossem anjos, não seria necessário governo algum. Se os homens fossem governados por anjos, o governo não precisaria de controles externos nem internos. | ” |
|   | — MADISON, art. 51, p. 350. |   |

Aqui fica a ideia de natureza humana para os federalistas. Apesar de não ser o ponto central da argumentação, é importante para uma boa compreensão do todo. Os Artigos Federalistas, mais do que apenas uma teoria política, é uma teoria política tecida e prontamente aplicada na realidade da época. Como diz Kramnick: “mais uma vez a teoria abstrata encontra-se com a realidade concreta do momento histórico” (KRAMNICK, p. 67).
Além da já referida Federação como forma de freio e contrapeso, podemos incluir também, num critério mais amplo, a separação dos poderes, primeiramente exposta por John Locke e refinada por Montesquieu, além de ter algumas referências em Rousseau, apesar deste não a utilizar em sua teoria do melhor governo. Além da separação de poderes, incluirei aqui também a constituição mista do governo.
Fica a separação de poderes definida nos Artigos como a distribuição regular do poder em distintos setores. Não há uma divisão de poderes em hierarquias, mas sim em competências. É o que Montesquieu afirmou como um poder limitando o outro.
A novidade nos Artigos fica com a introdução de equilíbrios e controles legislativos, ou seja, com a instituição de uma separação de poderes impura. Assim, a competência legislativa não caberia apenas ao Congresso e às Assembleias dos Estados, mas também ao Presidente, que possuiria o poder de vetar projetos do Congresso. Haveria também uma certa interferência do Judiciário na produção do legislativo, visto que aquele é, agora, não mais um poder “neutro”, mas sim o Guardião da Constituição, tendo o poder de declarar contra o sentido da Constituição leis do legislativo e atos do executivo.
Outro freio proposto, de menor influência, é a instituição de tribunais compostos de juízes que só perdem seus cargos por má conduta. É a primeira vez que se fala em estabilidade do judiciário e da burocracia, que deixaria de ser, relativamente, vinculados ao governo, para passarem a ser vinculados ao Estado.
Finalmente, como último exemplo, tendo em vista que o texto ainda propõe outras formas de freios e contrapesos, cito a já relativamente adotada representação do povo no legislativo por deputados eleitos por ele próprio. A diferença vem no que eu enxergo como um exemplo de constituição mista. Tal constituição mista vem do fato da instituição de duas casas legislativas federais, o Senado e a Câmara dos Representantes, esta representando o povo por si mesmo e aquela como representante dos Estados. Assim, se formam duas câmaras com competências bastante parecidas, mas com uma forma de escolha um pouco diferente, além do tamanho, sendo o Senado bastante menor que a Câmara dos Representantes. Dessa forma, enquanto a Câmara representa de forma mais fiel os anseios do povo, o Senado deveria representar os mais capazes do país, sendo, de certa forma, uma casa mais conservadora, com ideais e valores “mais altos”, apresentando um controle sobre a produção da Câmara dos Representantes.

### Conclusão
O pensamento dos federalistas é praticamente uma antítese ao que pregava Rousseau, principalmente no que constitui a forma de governo, que, para Rousseau, a forma ideal é a de uma Assembleia soberana sobre um território limitado. Os federalistas escrevem em um Estados Unidos que está, de certa forma, sobre esta conformação, e os autores veem que esta não é a melhor forma de governo, devido ao grande número de mandos e desmandos desses legislativos.
Coloco os escritos federalistas entre os pensamentos de Locke e de Montesquieu. Principalmente porque os escritores de tais artigos tiveram acesso a esses escritos, já que Thomas Jefferson, que estava na Europa à época, havia enviado a Madison um baú contendo grande parte dos escritos políticos europeus de então.
Assim, não obstante sua grande quantidade de inovações, podemos considerar os Federalistas como herdeiros da teoria política de Locke misturada com a de Montesquieu, aplicando, ou mesmo rejeitando, suas observações na realidade estadunidense de 1787 (quando da criação da Constituição dos Estados Unidos) e 1788 (quando da ratificação do referido Documento político-jurídico).